# 于從濂
于從濂（?—?），字靜專，號希周，江西星子縣人，清朝官員。

## 生平
于從濂為乾隆十三年（1748年）戊辰科進士，乾隆二十五年（1760年）接替夏瑚，於台灣擔任台灣府淡水撫民同知，同年接替傅尔泰任延平府知府一职。
台灣府淡水撫民同知又稱淡水同知，為台灣清治時期的重要地方官員，官職品等為正五品，專司負責北台灣內政，為駐守於淡水廳的地方父母官。因為當時淡水廳管轄區域約今台灣基隆至新竹，因此實為北台灣的統治者。